# مرشدات كندا
مرشدات كندا (بالإنجليزية:Girl Guides of Canada) هي جمعية توجيهية وطنية قي كندا. تأسست في كندا في عام 1910 وكانت من بين الأعضاء المؤسسين للجمعية العالمية للمرشدات وفتيات الكشافة في عام 1928.

## روابط خارجية
- الموقع الرسمي (بالإنجليزية) (بالفرنسية)

‌